# УАЗ-3162
УАЗ-3162 «Сімбір» — модель позашляховика, що випускався на Ульяновскому автозаводі в 2000—2005 рр. По суті є подовженою модифікацією УАЗ-3160, як і модель УАЗ-3162, але з мостами «спайсер» колії 1600 мм, аналогічно УАЗ Патріот, і моторами ЗМЗ 16-ти клапанного сімейства, замість раніше використовувалися УМЗ.

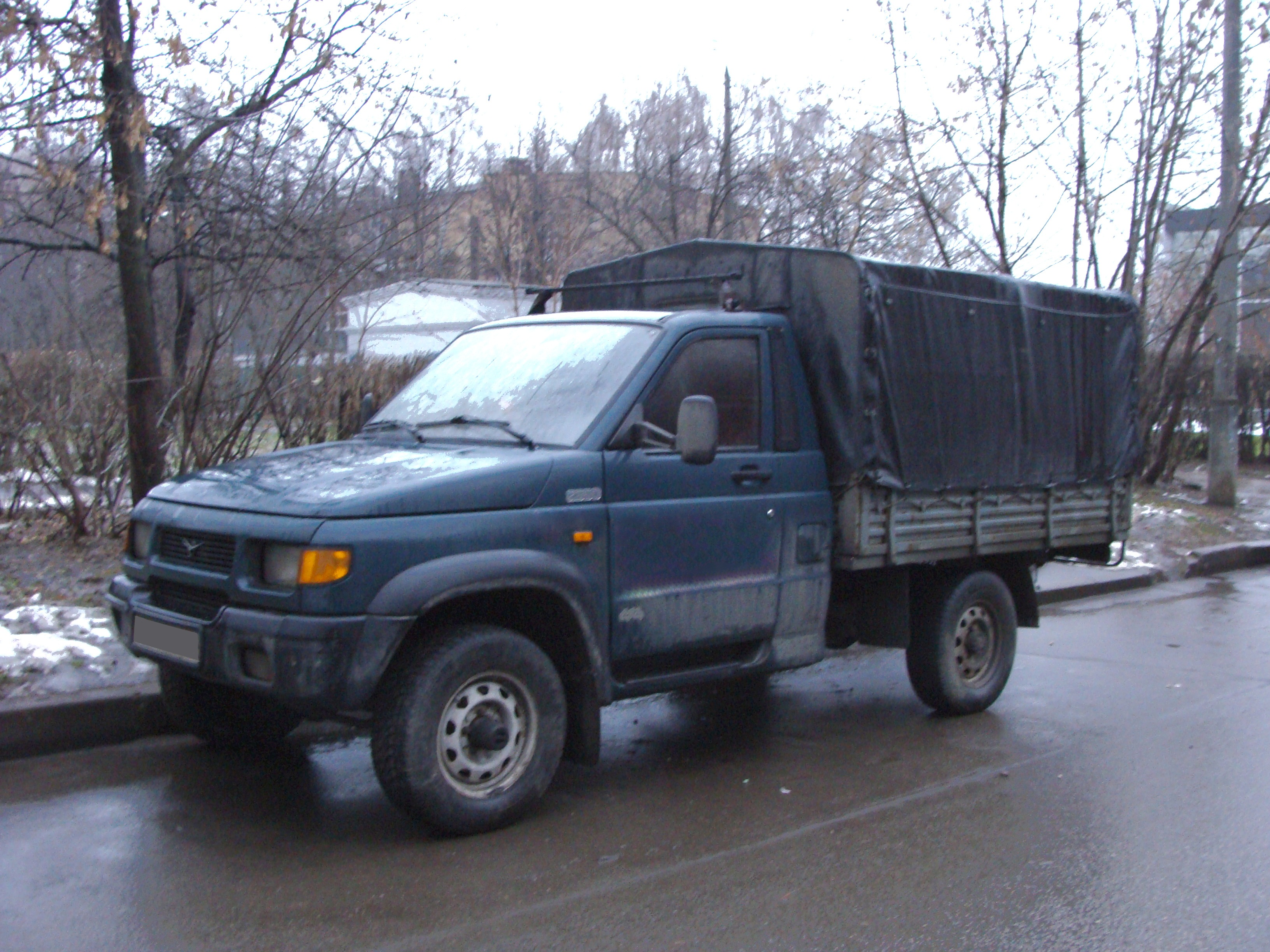
УАЗ-2360

5 серпня 1997 року із конвеєра зійшов перший екземпляр УАЗ-3160, який був попередником «Сімбір». Цей автомобіль був абсолютно новою моделлю по відношенню до УАЗ-469 і модифікаціям на його основі. Випуск тривав до 2004 року. 27 квітня 2000 року побачив світ перший серійний екземпляр УАЗ-3162 «Симбир» відрізняється довгою базою і новими мостами типу «Спайсер» від УАЗ-3160.
Вироблено приблизно 1 700 одиниць
В 2003 році дебютував вантажний автомобіль УАЗ-2360 розроблений на основі УАЗ-3162.

## Двигун
- 2.7 л ЗМЗ-409.10 І4 128 217,6 Нм